# Parafia Przemienienia Pańskiego i Bożego Miłosierdzia w Jurkowie
Parafia Przemienienia Pańskiego i Bożego Miłosierdzia w Jurkowie – rzymskokatolicka parafia znajdująca się w diecezji tarnowskiej w dekanacie czchowskim.
Proboszczem Jurkowa w latach 1990–2015 był ks. Fryderyk Bajorek. W 2015 roku proboszczem został ks. Tadeusz Mróz.

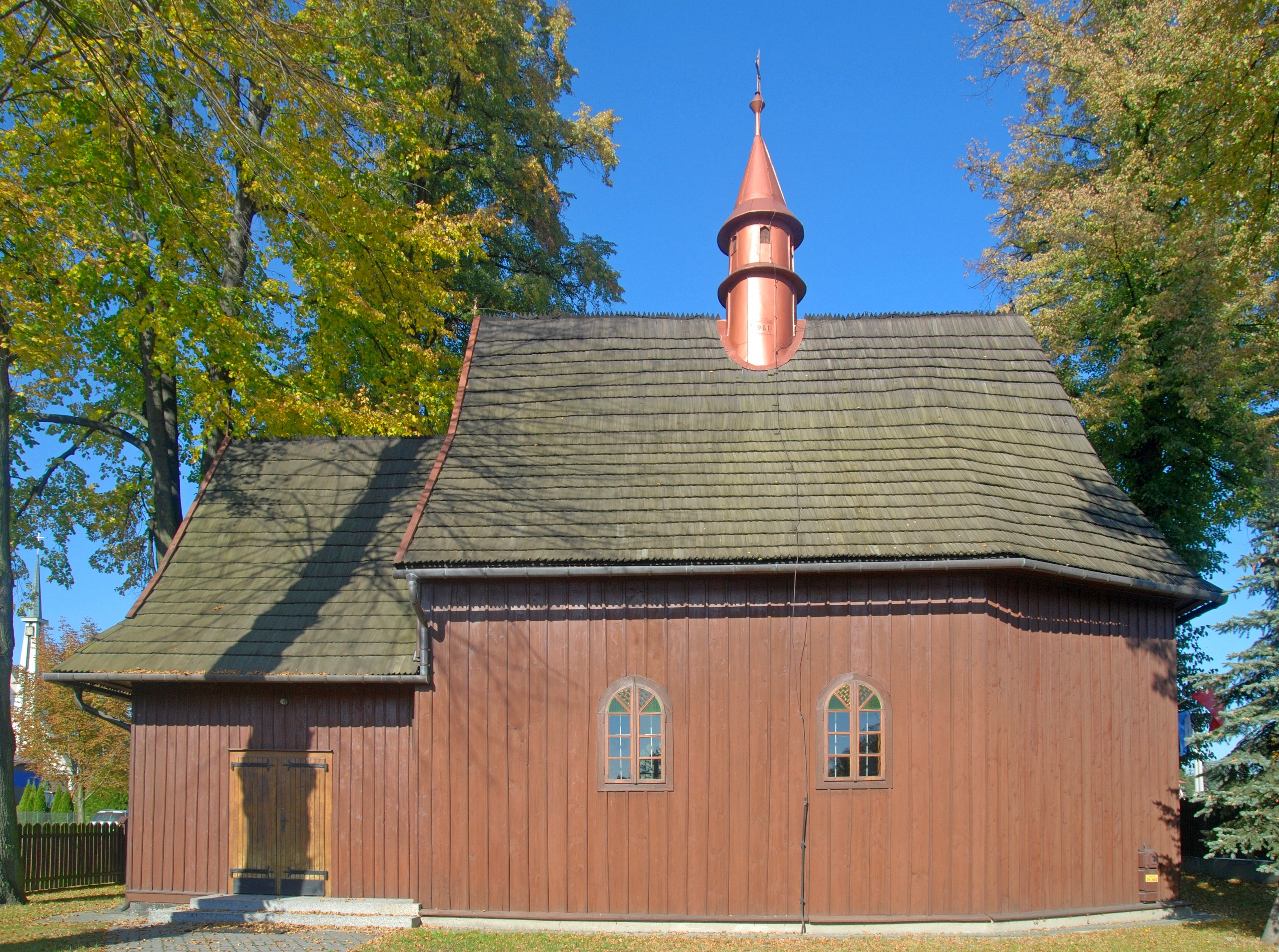
Zabytkowy kościół Przemienienia Pańskiego